# 札达荣穷普日寺
札达荣穷普日寺（藏語：ཕུ་རི་དགོན་པ.，威利转写：phu-ri-dgon pa；；Puri Gompa）于公元十一世纪由藏传佛教大译师仁钦桑布创建的噶举派寺庙。十七世纪，随着格鲁派势力涉足阿里，普日寺成了托林寺的属寺。普日寺位于中国西藏阿里地区札达县底雅乡古浪村偏僻的普日山(拉克马山，列俄帕尔格阿勒峰)上，离底雅乡约有15公里，在托林寺西边150多公里，海拔4550米。